# カガクノミカタ
『カガクノミカタ』は、NHK Eテレで2015年3月31日(JST)から放送されている理科・科学番組である。2016年度グッドデザイン賞受賞。アメリカ国際フィルム・ビデオ祭 教育部門：小学校カテゴリーゴールド･カメラ賞（カテゴリー1位）受賞。第22回文化庁メディア芸術祭 審査委員会推薦作品。

## 概要
従来の理科教育系番組とは異なり、知識ではなく、日常に潜む「ふしぎ」を発見するための「科学の見方」に焦点を当てた番組。毎回1つの「ミカタ（見方）」を、特撮映像なども織り交ぜながら紹介し、子どもたちが能動的に課題を発見する力を養えるような構成となっている。

## スタッフ
- ナレーション - ANI（スチャダラパー）
- アートディレクション・音楽 - [https - //www.behance.net/shingoohno 大野真吾]
- タイトル映像 - 伊東玄己
- アニメーション原案・原画 - ヨシタケシンスケ
- アニメーション - 森下裕介
- 制作協力 - ディレクションズ
- 制作 - NHKエデュケーショナル

## 放送リスト
※2015年度に10本を制作、2017年度に新作10本を制作し、全20本となった。
| 回 | タイトル           | 題材                                   | 初回放送日     |
| -- | ------------------ | -------------------------------------- | -------------- |
| 1  | 作ってみる         | アリの体節                             | 2015年10月6日  |
| 2  | 中を見てみる       | イチゴの中身                           | 2015年10月20日 |
| 3  | 仮説を立ててみる   | 重さの感覚、重心                       | 2015年11月10日 |
| 4  | 描いてみる         | シマウマの縞                           | 2015年11月17日 |
| 5  | 比べてみる         | マツボックリの形                       | 2015年12月1日  |
| 6  | 大きくしてみる     | シャボン玉、ヤモリなど                 | 2016年1月4日   |
| 7  | さかのぼってみる   | バナナの房                             | 2016年1月26日  |
| 8  | 数えてみる         | トウモロコシの粒                       | 2016年2月9日   |
| 9  | さわってみる       | 金属板の熱伝導                         | 2016年2月23日  |
| 10 | じっくりみてみる   | ポップコーン                           | 2016年3月8日   |
| 11 | 下から見てみる     | カタツムリやサザエの歩き方             | 2018年1月9日   |
| 12 | コトバにしてみる   | ブロッコリーのツブツブ                 | 2018年1月16日  |
| 13 | 仲間分けしてみる   | 野菜や果物の仲間分け                   | 2018年1月23日  |
| 14 | 分解してみる       | 紙コップなど                           | 2018年1月30日  |
| 15 | ならべてみる       | 自転車                                 | 2018年2月6日   |
| 16 | 音を出してみる     | 皿をこすったときの音の違い             | 2018年2月13日  |
| 17 | 断面を見てみる     | 各種ボール、つぼみ、テープカッターなど | 2018年2月20日  |
| 18 | あいだを考えてみる | マスクメロンの網目                     | 2018年2月27日  |
| 19 | マネしてみる       | ペンギンの歩き方                       | 2018年3月6日   |
| 20 | 疑ってみる         | 鏡の映り方                             | 2018年3月13日  |